# Floyd (Nowy Meksyk)
Floyd – wieś w Stanach Zjednoczonych, w stanie Nowy Meksyk, w hrabstwie Roosevelt.